# Tweede Kamerverkiezingen 2003/Kandidatenlijst/SP

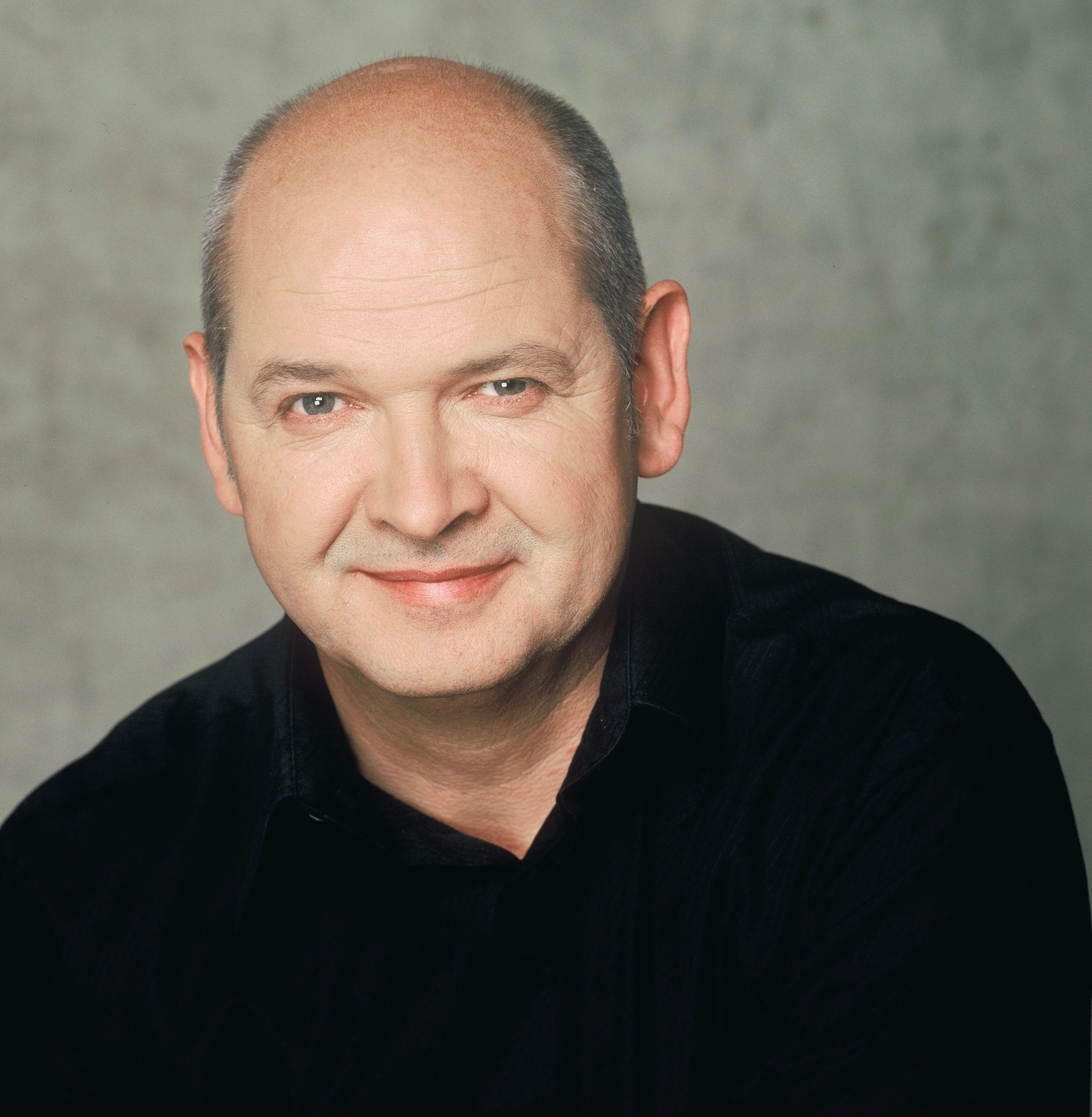
Lijsttrekker Jan Marijnissen (persfoto, 2003)

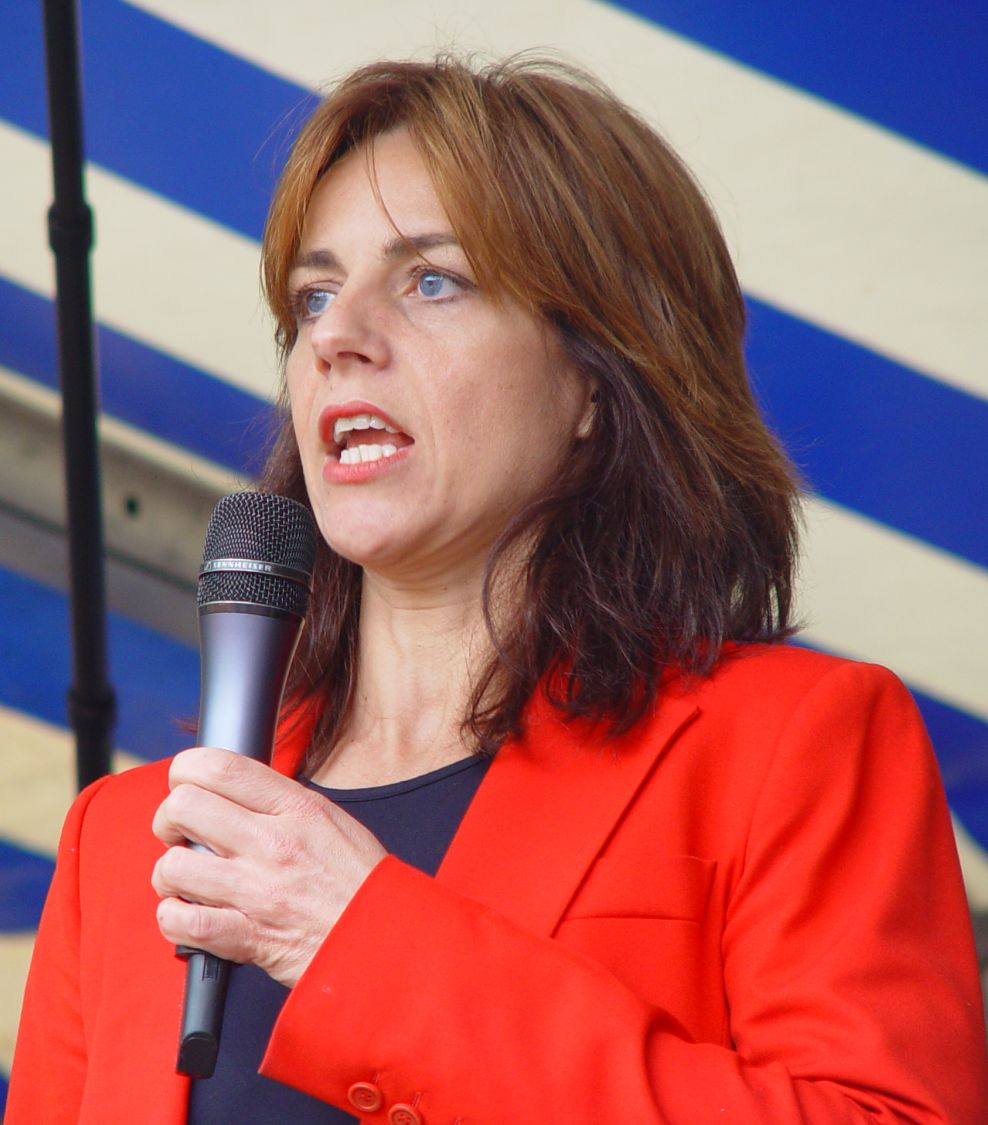
Tweede op de lijst, Agnes Kant (foto uit 2005)

Dit is de lijst van kandidaten van de Socialistische Partij voor de Nederlandse Tweede Kamerverkiezingen van 22 januari 2003.

## Achtergrond
Jan Marijnissen werd voor de vijfde achtereenvolgende keer lijsttrekker voor de SP bij de Tweede Kamerverkiezingen.

## De lijst
De kandidaten op de plaatsen 1 tot en met 25 waren in iedere kieskring gelijk. De nummers 26 tot en met 30 verschilden per kieskring of cluster van kieskringen.
De SP haalde negen zetels en de eerste negen kandidaten op de lijst werden gekozen in de Tweede Kamer. In 2005 werd Piet de Ruiter tussentijds opgevolgd door Ewout Irrgang.

### Landelijke kandidaten
1. Jan Marijnissen
2. Agnes Kant
3. Harry van Bommel
4. Jan de Wit
5. Krista van Velzen
6. Piet de Ruiter
7. Ali Lazrak
8. Fenna Vergeer-Mudde
9. Arda Gerkens
10. Hubert Vankan
11. Alejandra Slutzky
12. Ewout Irrgang
13. Hans van Heijningen
14. René Roovers
15. Rosita van Gijlswijk
16. Ingrid Dekker
17. Jasper van Dijk
18. Gerard Harmes
19. Ineke Palm
20. Chandra Jankie
21. Henk van Gerven
22. Yorick Haan
23. Mahmut Erciyas
24. Tuur Elzinga
25. Paul Geurts

### Regionale kandidaten

#### Groningen, Leeuwarden, Assen
1. Ronald Boorsma
2. Frans Baron
3. Geert Zondag
4. Hanny Palmen-Lehmann
5. Corry Sciacca-Noordhuis

#### Zwolle, Nijmegen, Arnhem
1. Vincent Mulder
2. Hans van Hooft
3. Margriet Twisterling
4. Willy Lourenssen
5. Harry Voss

#### Lelystad, Utrecht
1. Gidia Kap
2. Jeannette de Jong
3. Harry Sangers
4. Alphons Verhoef
5. Bob Ruers

#### Amsterdam, Haarlem, Den Helder
1. Ronald van Raak
2. Nora Swagerman
3. Hilde van der Molen
4. Marian de Vroomen
5. Remine Alberts-Oosterbaan

#### 's-Gravenhage, Rotterdam, Dordrecht, Leiden
1. Theo Cornelissen
2. Behnam Taebi
3. Edith Kuitert
4. Ingrid Gyömörei-Agelink
5. Remi Poppe

#### Middelburg
1. Trix de Roos-Consemulder
2. Edith Kuitert
3. Ingrid Gyömörei-Agelink
4. Remi Poppe
5. Fons Luijben

#### Tilburg
1. Cecile Visscher
2. Johan Kwisthout
3. Petra Relou
4. Hugo Polderman
5. Tiny Kox

#### 's-Hertogenbosch
1. Cecile Visscher
2. Johan Kwisthout
3. Petra Relou
4. Bernard Gerard
5. Tiny Kox

#### Maastricht
1. Riet de Wit-Romans
2. Jef Kleijnen
3. John Kuijpers
4. Paul Lempens
5. Jacqueline Gabriël

1977 · 1981 · 1982 · 1986 · 1989 · 1994 · 1998 · 2002 · 2003 · 2006 · 2010 · 2012 · 2017 · 2021 · 2023
CDA · LPF · VVD · PvdA · GroenLinks · SP · D66 · ChristenUnie · SGP · Leefbaar Nederland · DeConservatieven.nl · NCPN · Duurzaam Nederland · PvdT · Partij voor de Dieren · Lijst 16 · Vooruitstrevende Integratie Partij · AVD · Lijst Veldhoen